# Богословский, Евгений Степанович
Евге́ний Степа́нович Богосло́вский (21 августа 1941, Сталинск, Новосибирская область — 21 июля 1990 или 1990, Ленинград) — советский востоковед, египтолог, специалист по организации древнеегипетского общества в период Нового царства, доктор исторических наук.

## Биография
Учился на историческом факультете Пермского университета. Во время учёбы активно сотрудничал в газете «Пермский университет». Окончил университет в 1964 году, сразу став аспирантом известного историка Л. Е. Кертмана. Около двух лет он учился здесь, постоянно переписываясь и консультируясь с крупнейшим египтологом М. Э. Матье.
Поскольку египтология, которой был увлечён Е. А, Богословский, была вне сферы научных интересов  Л. Е. Кертмана, он поступил в аспирантуру Государственного Эрмитажа, где его научным руководителем стал Б. Б. Пиотровский.
С 1968 года —  научный сотрудник Ленинградского отделения Института востоковедения.
В 1968 году защитил кандидатскую диссертацию («Слуги фараонов, богов и частных лиц»), в 1986 году — докторскую диссертацию «Древнеегипетские мастера (по материалам из Дейр эль-Медина)».
Специализировался по социально-экономической истории Египта эпохи Нового царства. Был одним из крупнейших в мире знатоков памятников из фиванского некрополя в Дейр эль-Медине.
Памяти Е. С. Богословского были посвящены Петербургские египтологические чтения 2011 года; ему же посвящён сборник, содержащий материалы этих чтений.

## Публикации
1. Новые источники по истории Египта XV–X вв. до н.э. / науч. ред. И. В. Богданов. — СПб.: Изд-во РГПУ им. А. И Герцена, 2019. — (Studia Aegyptia). — ISBN 978-5-8064-2746-6.
2. Древнеегипетские мастера. По материалам из Дер эль-Медина. — М., 1983.
3. «Слуги» фараонов, богов и частных лиц. К социальной истории Египта XVI–XIV вв. до н.э.. — М., 1979.
4. Статуэтка дворцового служителя времени Тутанхамона (Stat. Louvre I, 852) // ВДИ. — 1990. — № 2. — С. 70–78.
5. Государственное регулирование социальной структуры в древнем Египте // ВДИ. — 1981. — № 1. — С. 18–34.
6. Собственность и должностное владение в древнем Египте (по материалам из Дер эль-Медина // ВДИ. — 1979. — № 1. — С. 3–23.

Полный список публикаций Е. С. Богословского на сайте Института восточных рукописей РАН.